# Château de Parentignat
Le château de Parentignat est un château situé dans la commune de Parentignat, dans le département du Puy-de-Dôme, en Auvergne-Rhône-Alpes. Il abrite aujourd'hui la collection de Georges de Lastic, l’une des plus importantes collections privées de peintures de grands maîtres français des XVIIe et XVIIIe siècles.

## Histoire

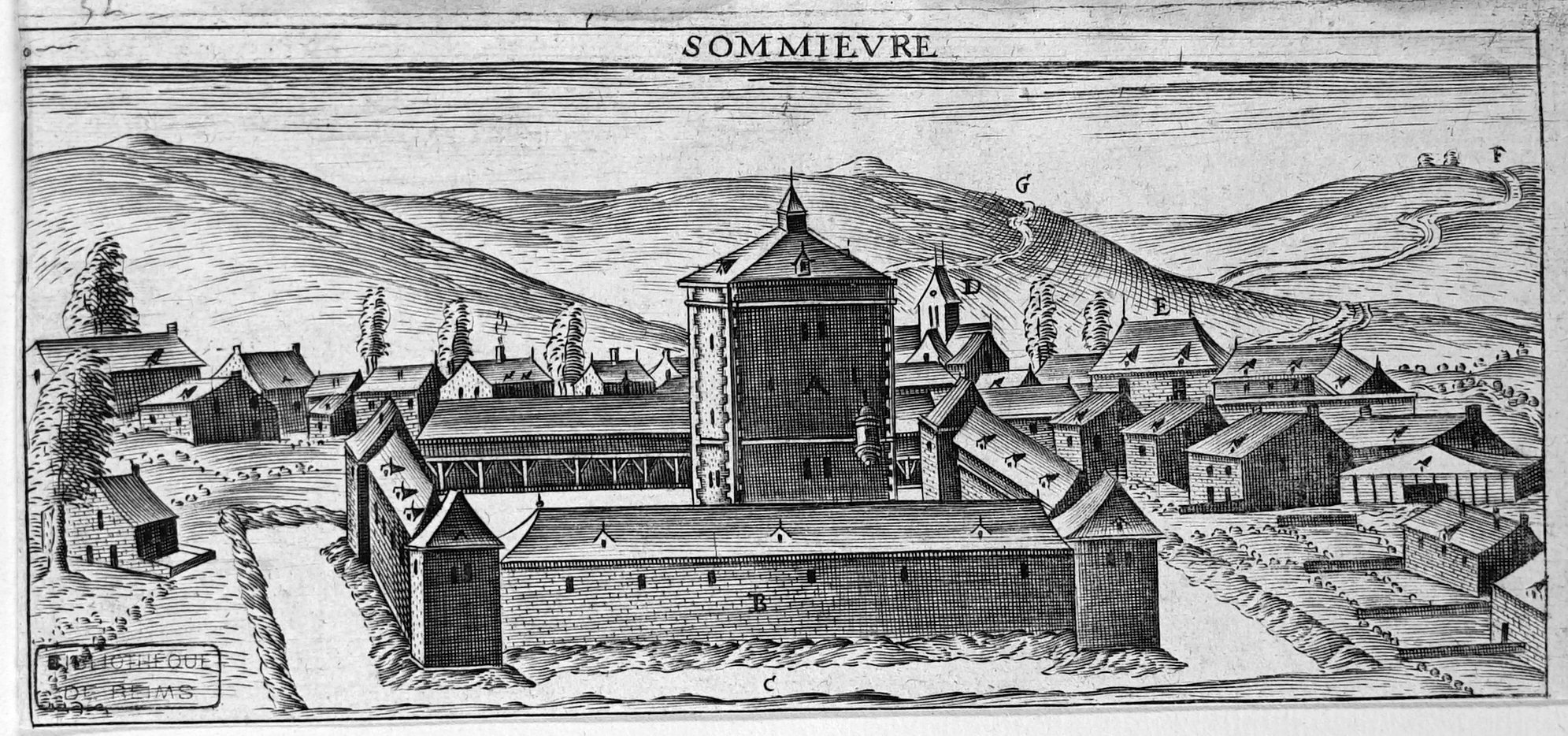
FIn XVIe siècle par Claude Chastillon.

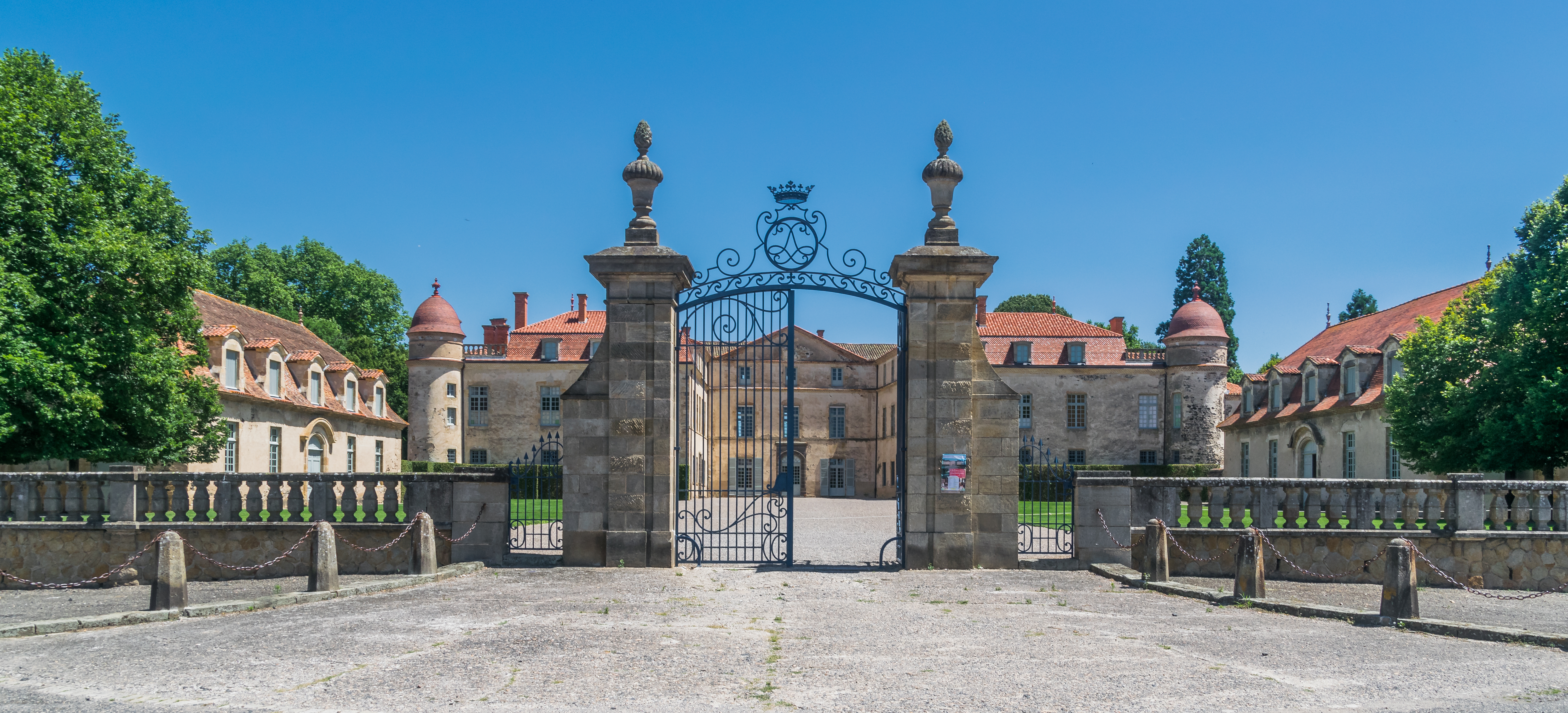
Château de Parentignat - entrée.

Le château de Parentignac (devenu Parentignat au XIXe siècle) est acheté, le 23 octobre 1707, par Jean-Antoine de Lastic, prieur de Bredon, et son neveu, François II de Lastic, aux héritiers de Maximilien de Sommyèvre.
À cette époque, le château, en mauvais état, était un quadrilatère flanqué de quatre tours.
À la mort du prieur, Anne-François II devient l'unique propriétaire du château. Il décide alors d'entamer la campagne de travaux qui donne au château l'aspect qu'on lui connaît aujourd'hui.  Entre 1710 et 1714, il entreprend de racheter le village qui était regroupé autour du château. Il va signer plus de 170 contrats de vente. La maison forte qui existait au XVe siècle est intégrée dans l'aile gauche de la nouvelle demeure, avec deux de ses quatre tours. Pour relier les deux ailes, un corps de logis orné d'un fronton triangulaire est bâti à l'est, à la même époque.
Anne-François II meurt en 1749 et laisse le château à son fils, Anne-François III. Ce dernier est un militaire participant à de nombreuses campagnes. Il est nommé lieutenant-général des armées du roi le 25 juillet 1762. Après avoir laissé le château à l'abandon pendant près de vingt ans, le marquis entreprend de le rénover entre 1768 et 1770.

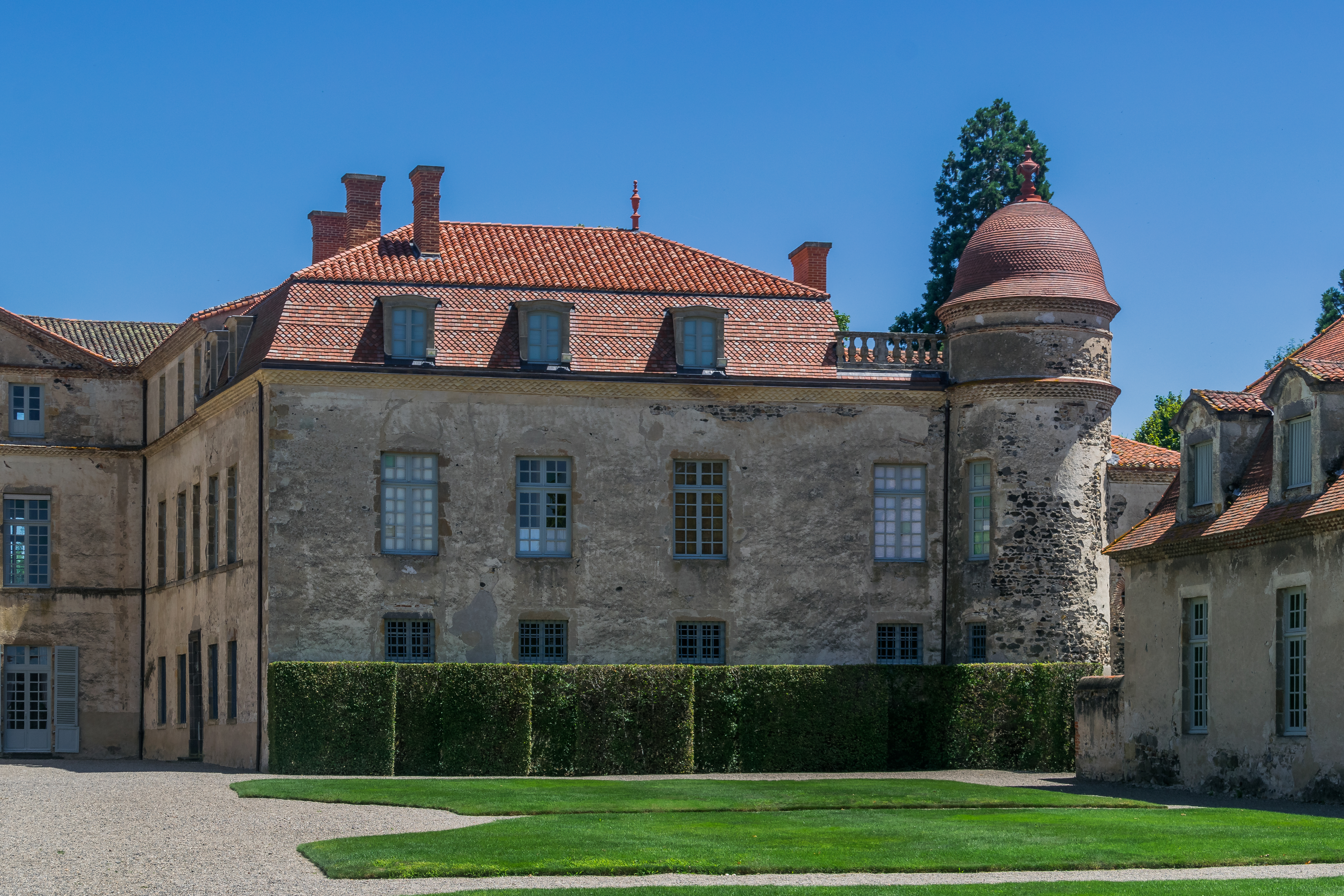
Aile orientale du logis.

En 1771 le château est le séjour du maréchal de La Fayette. Anne-François III meurt le 23 août 1772.
Lui succède son fils, Anne-François IV. Après quelques années de carrière militaire, le comte de Lastic revient au château en 1779. Il le retrouve en mauvais état. Il entreprend de remettre en état « sa retraite philosophique ». Il transforme le château et termine les travaux intérieurs. Il termine également la façade sur le parc, remanie les jardins, transforme et aménage les appartements dans le style de l'époque. Il construit un « Trianon » près du moulin. Pour réaliser un nouvel escalier d'honneur, refaire les dallages et les cheminées des petits appartements, il achète la carrière de marbre de Nonette.
Il est nommé lieutenant-général des armées du roi le 1er janvier 1784. Ouvert aux idées révolutionnaires, il est nommé commandant de la Garde nationale d'Issoire et le 10 janvier 1792 « chef de légion dans la Garde Nationale de Clermont-Ferrand ». Le 7 mai 1792, il est rappelé par le ministère de la Guerre et reçoit une commission de lieutenant-général dans l'armée du Nord le 11 mai. Malade, il demande et obtient de retourner dans son château de Parentignat , où il revient après la chute de Robespierre et meurt le 12 septembre 1794. 

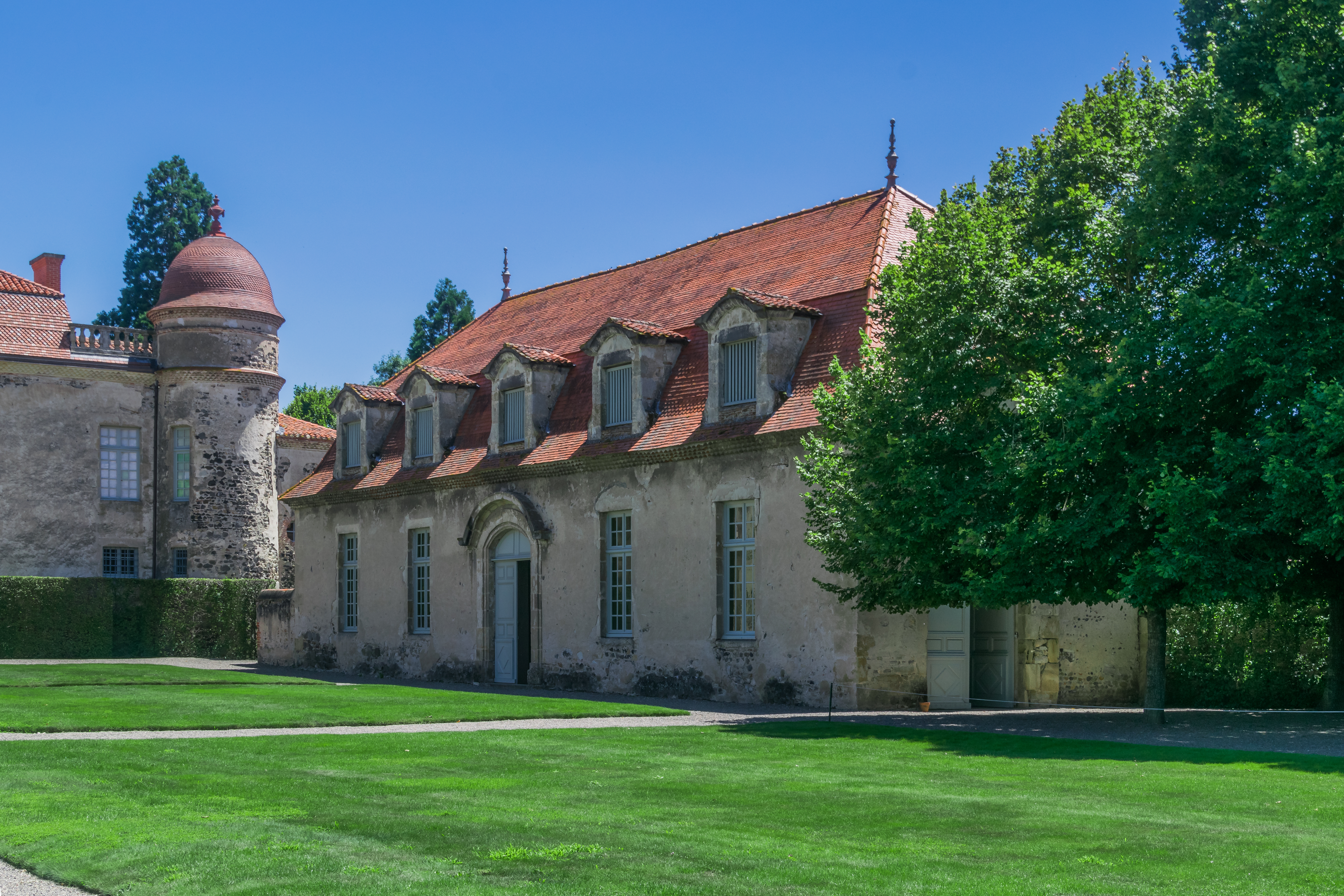
Orangerie du château.

Le domaine et le château, où sera installée une fabrique de salpêtre, ne souffrent pas de l'épisode révolutionnaire ; son mobilier est préservé.
Le comte n'ayant pas eu d'héritier mâle, c'est sa petite-fille Octavie qui hérite du château ; elle se marie avec son cousin éloigné, Joseph, de la branche dite de Vigouroux. À la tête d'un domaine foncier amoindri et par souci d'économie, Joseph et Octavie vont transformer les jardins « à la française » en parc « à l'anglaise » ; ils sont respectivement chambellan et dame du palais de l'impératrice Joséphine, qui leur offrit un tulipier qui sera planté dans le parc.
Au début du XXe siècle, le château est surnommé « Petit Versailles auvergnat » par l'écrivain Henri Pourrat, né à Ambert.
Le marquis Georges (1927-1988) et son épouse Françoise (1934-2020), fille d'Henry Goüin assurent la restauration et la conservation du château dans les années 1970. À la mort de Georges de Lastic en 1988, sa veuve et son fils Anne-François entreprennent d'importants travaux de restauration.  Le château est rouvert au public en 1994.
Cet édifice fait l’objet d’un classement au titre des monuments historiques depuis le 5 juin 1972.

## Description
Le château comporte trois niveaux ; le troisième niveau est en partie remplacé sur les ailes par des combles à la Mansart. La couverture est en tuiles. Au fond de la cour d'honneur, entre les deux ailes qui présentent une avancée importante, la façade comprend trois travées et elle est surmontée d'un fronton. Une tour ronde est accolée à l'extrémité extérieure de chacune des ailes.
Du côté du parc, la façade est rectiligne et comporte quinze travées ; un fronton s'élève au-dessus des trois travées centrales. Elle est bordée par une terrasse.
À l'intérieur, le château, resté toujours dans la même famille et épargné par la Révolution, a conservé une grande part de son riche mobilier d'origine. Le régisseur du château est monsieur Francis Danuc.

## Collection Georges de Lastic
La collection Georges de Lastic est un ensemble très important d’œuvres d'art ayant appartenu à l'historien d'art Georges de Lastic, actuellement conservées dans le château familial de la famille de Lastic. Elle est à ce jour une des plus grandes collections de tableaux de peintres français des XVIIe et XVIIIe siècles.
Galerie - extraits :

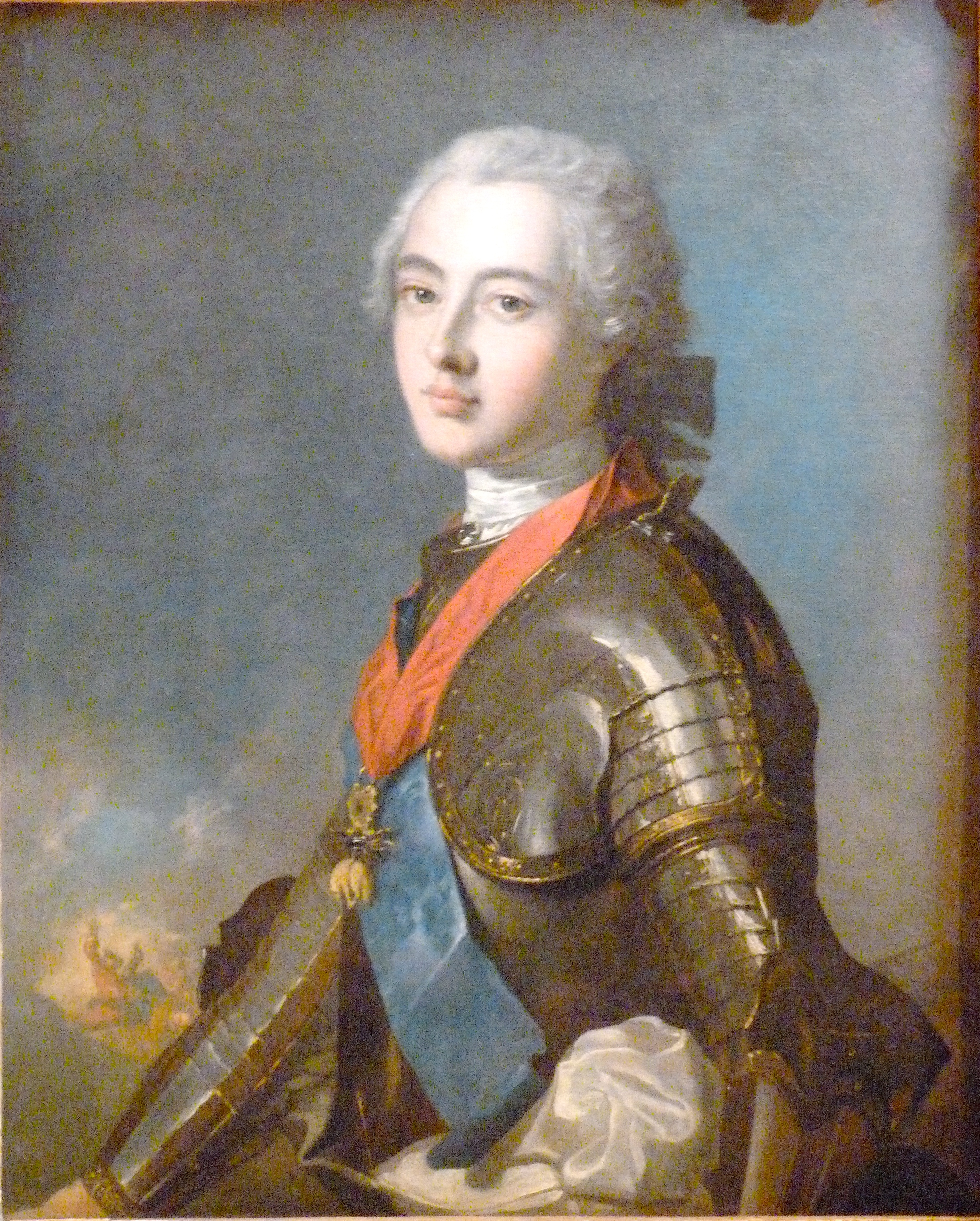
Le duc de Penthièvre (Jean-Marc Nattier).
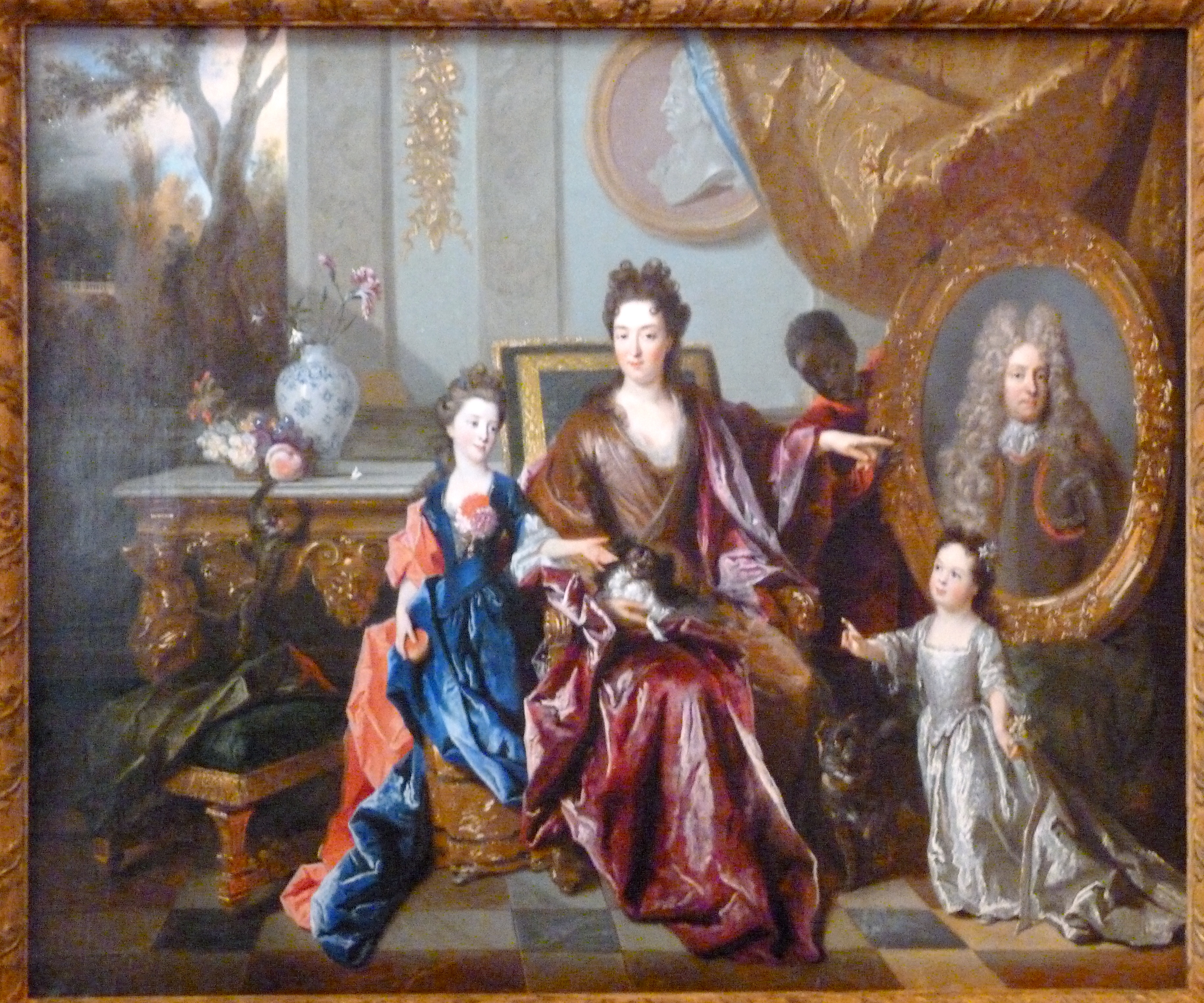
La marquise de Noailles et ses enfants (Nicolas de Largillierre).
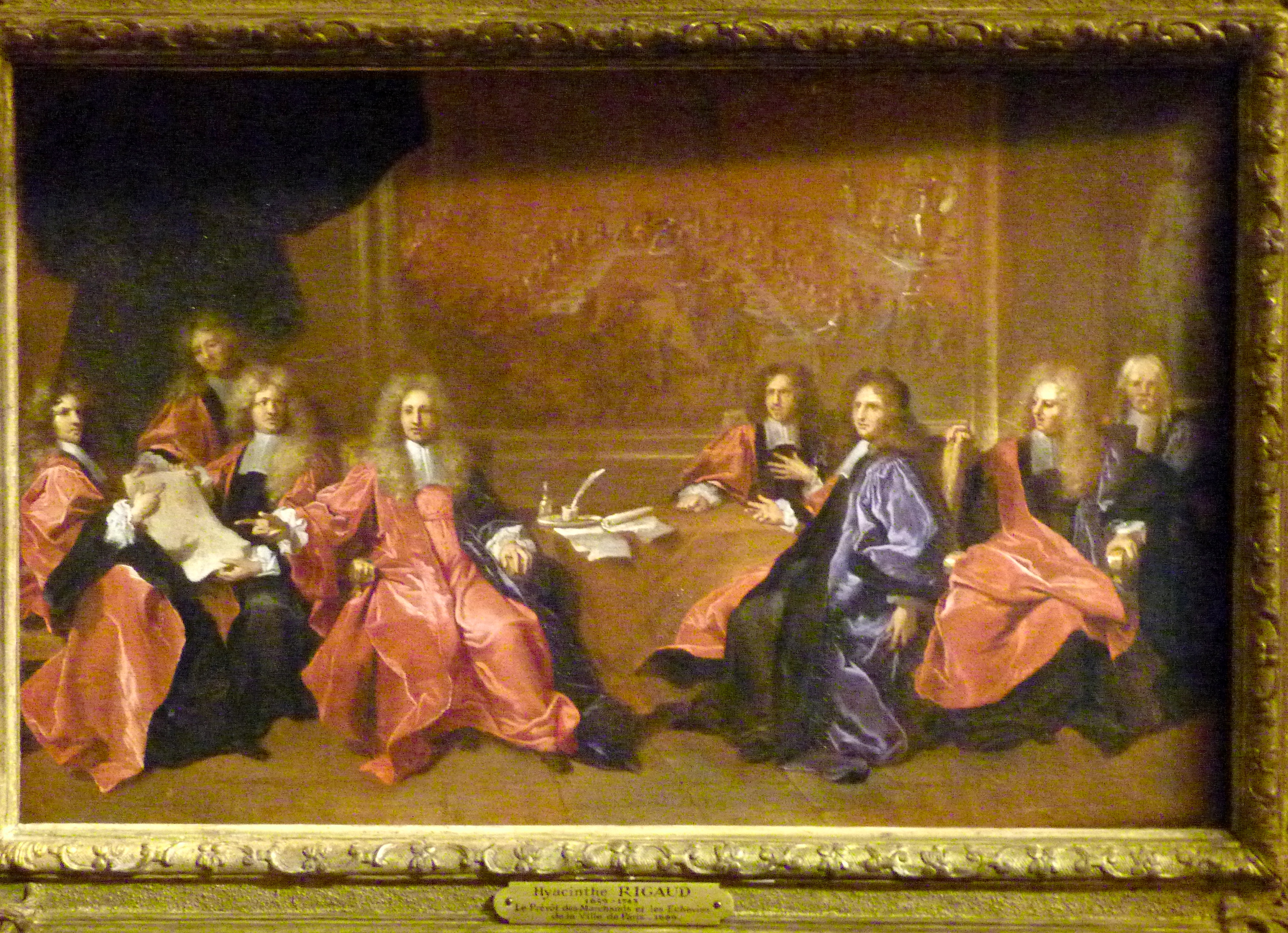
Le Prévôt des marchands et les échevins de la ville de Paris (Hyacinthe Rigaud).
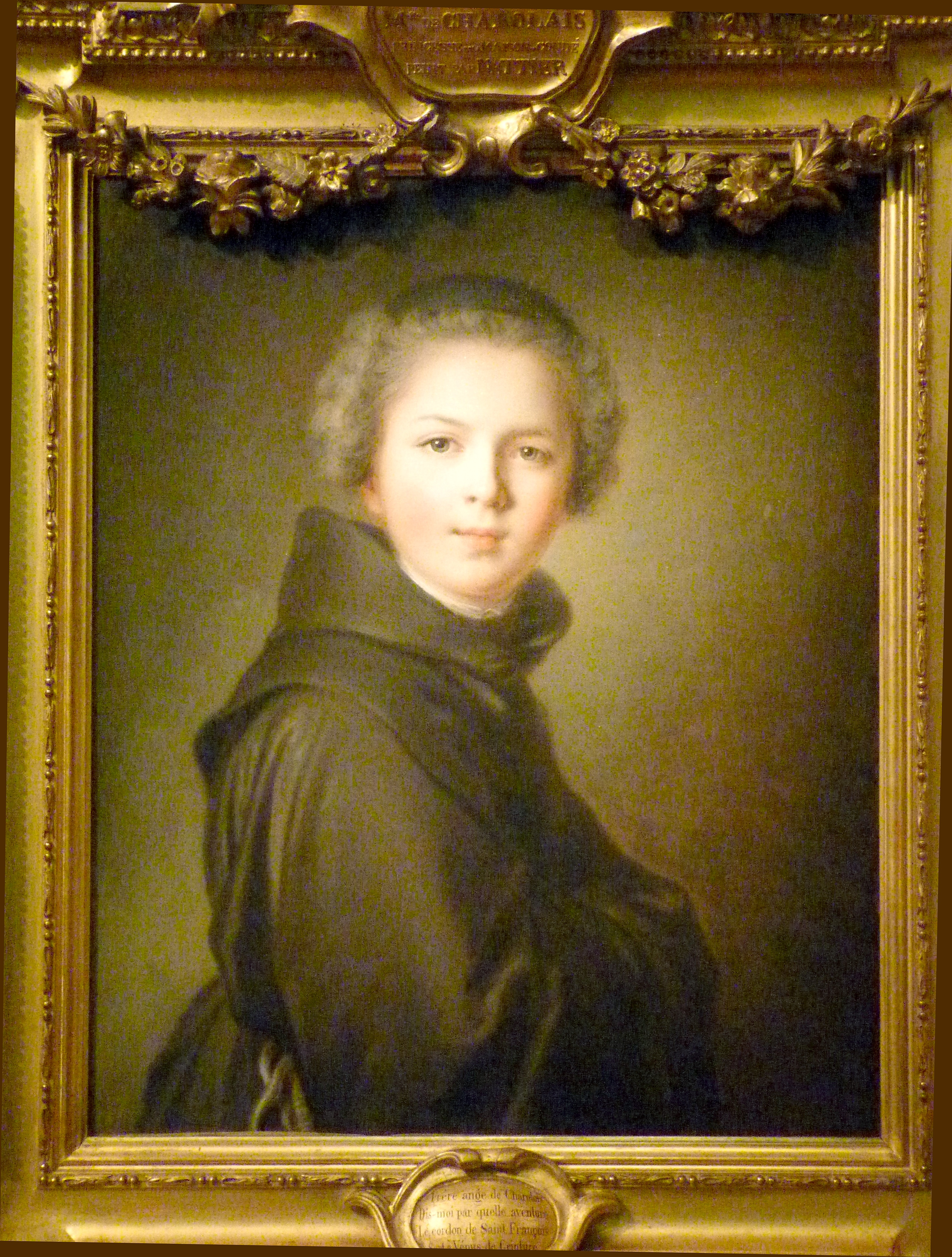
Louise Anne de Bourbon, dite Mlle de Charolais (Jean-Marc Nattier).
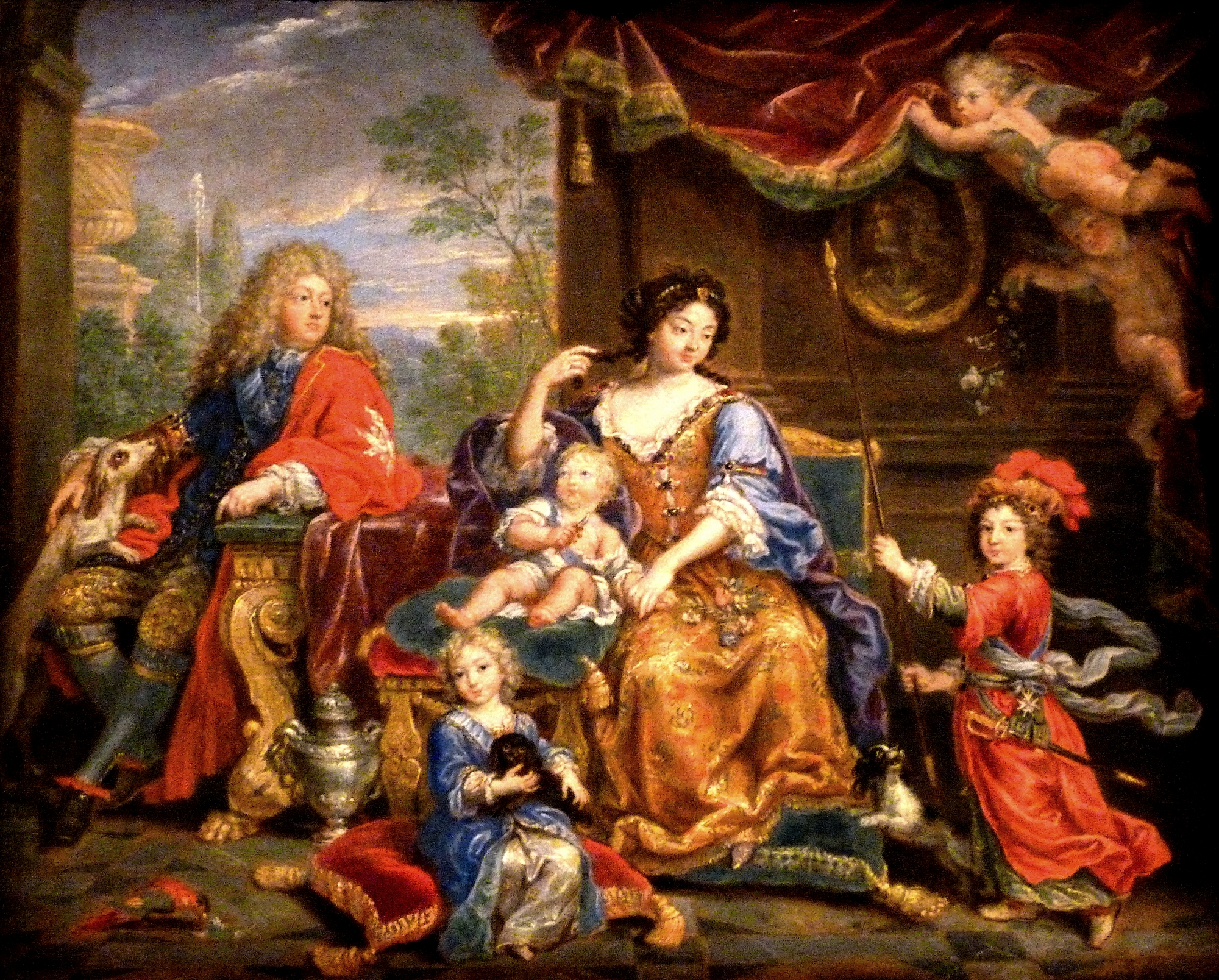
La Famille du Grand Dauphin (Pierre Mignard).
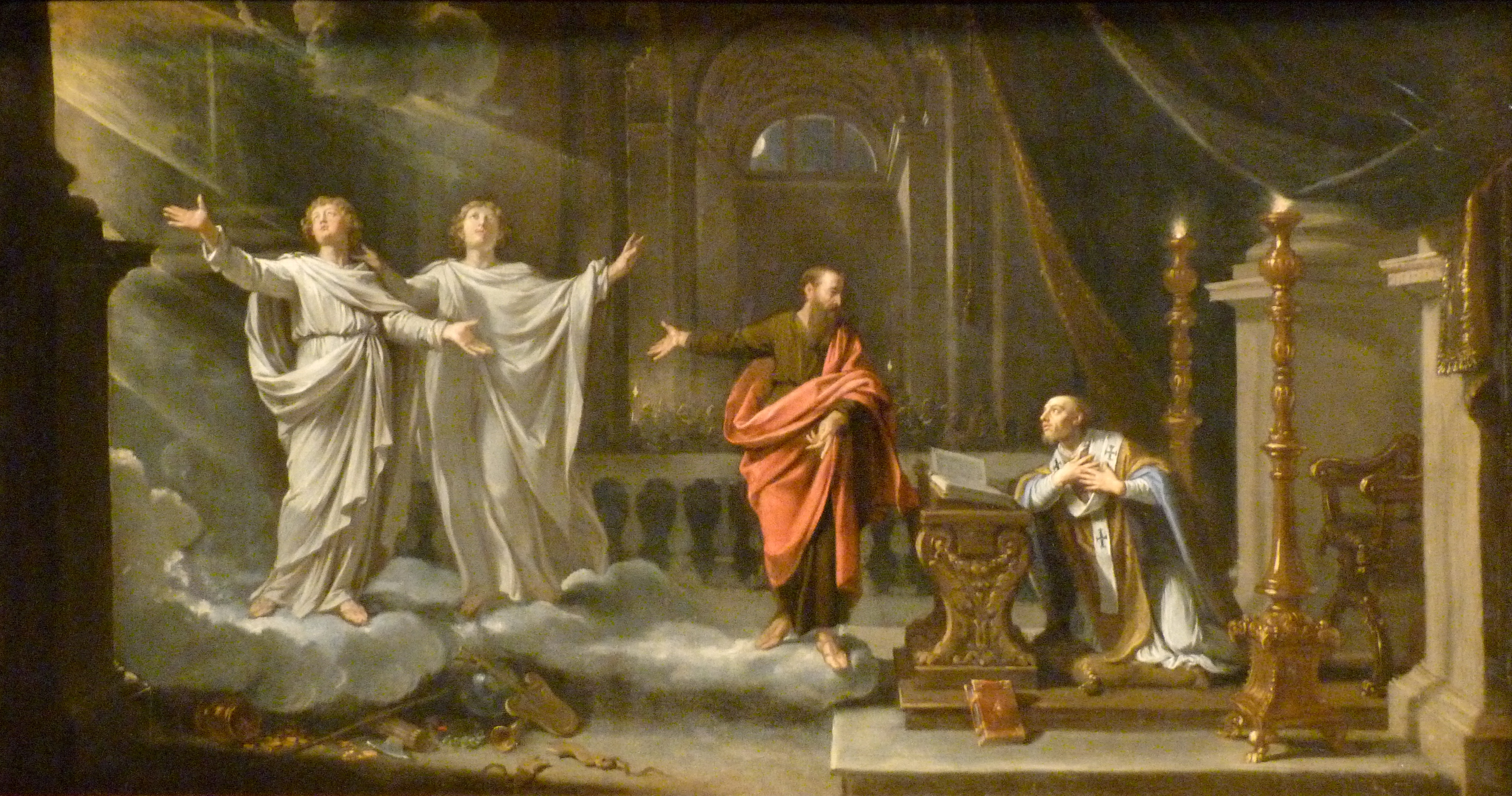
Saint Gervais et saint Protais apparaissant à saint Ambroise (Philippe de Champaigne).
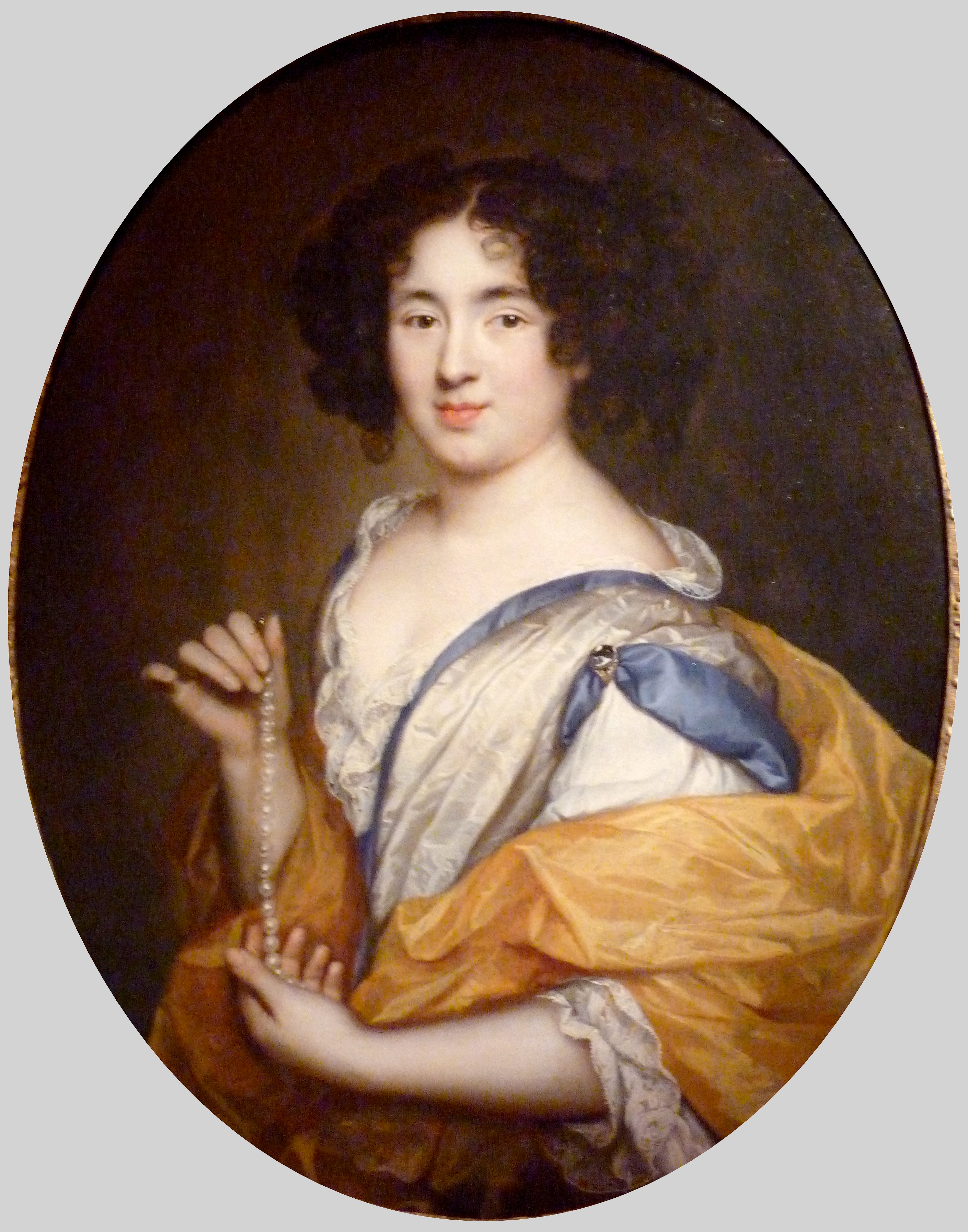
Portrait présumé de Marie Mancini (Pierre Mignard).
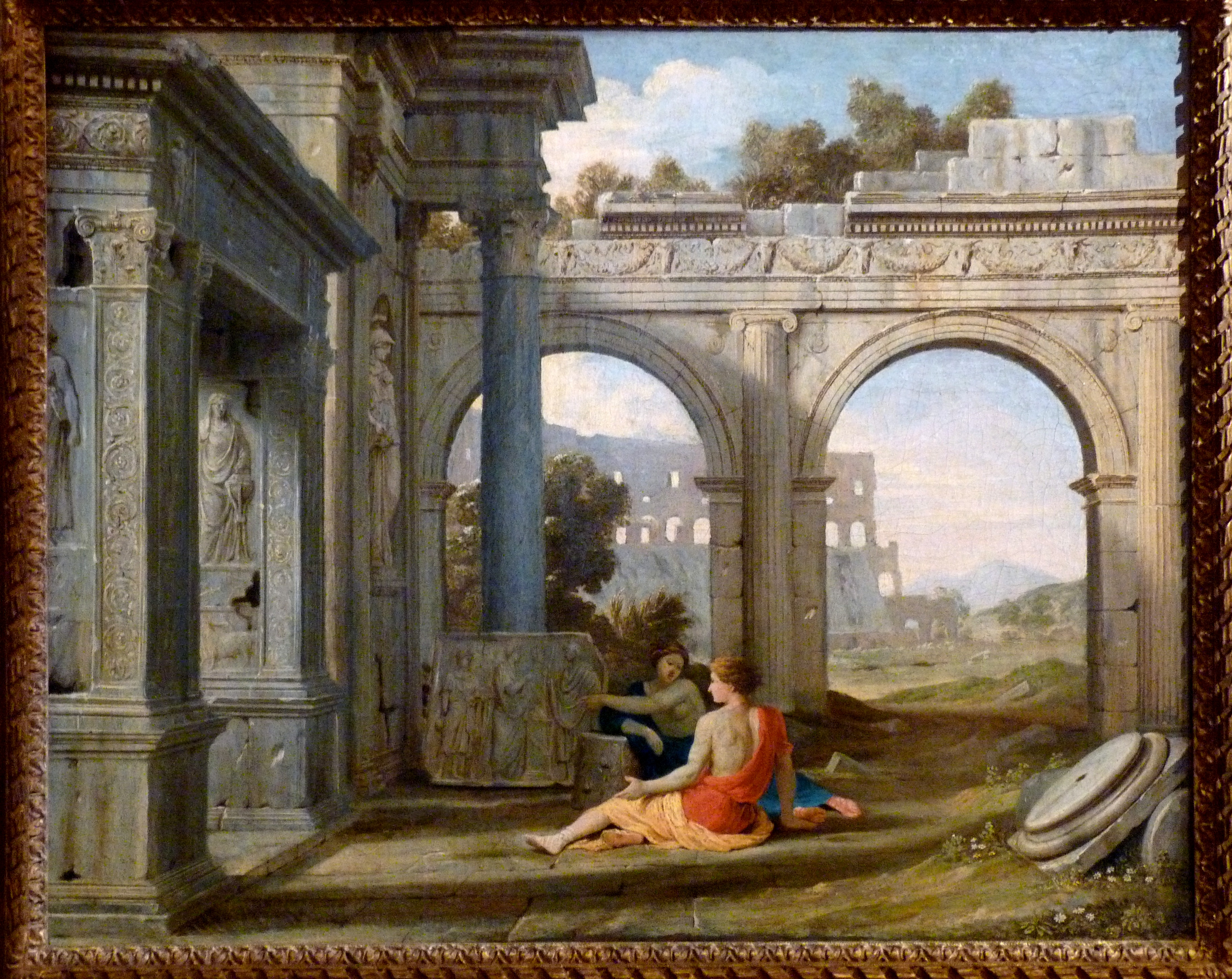
Paysage de ruines antiques (Jean Lemaire).
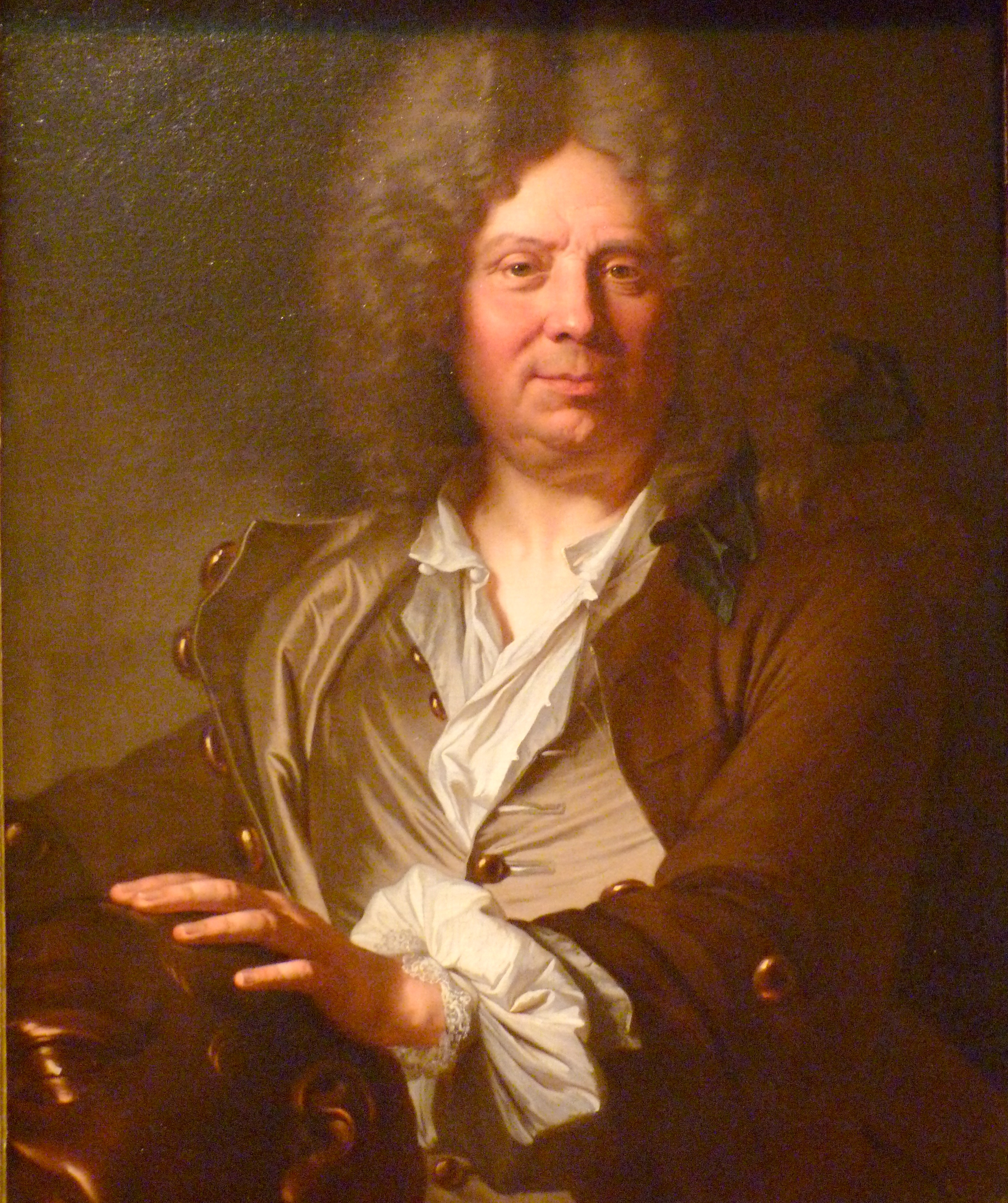
Portrait de Antoine Coysevox, (Hyacinthe Rigaud).
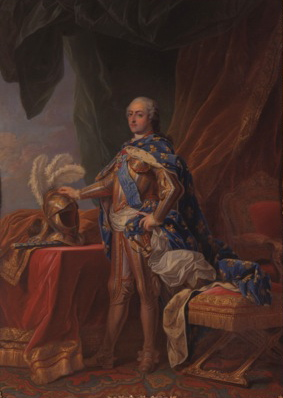
Louis XV (Charles André Van Loo).
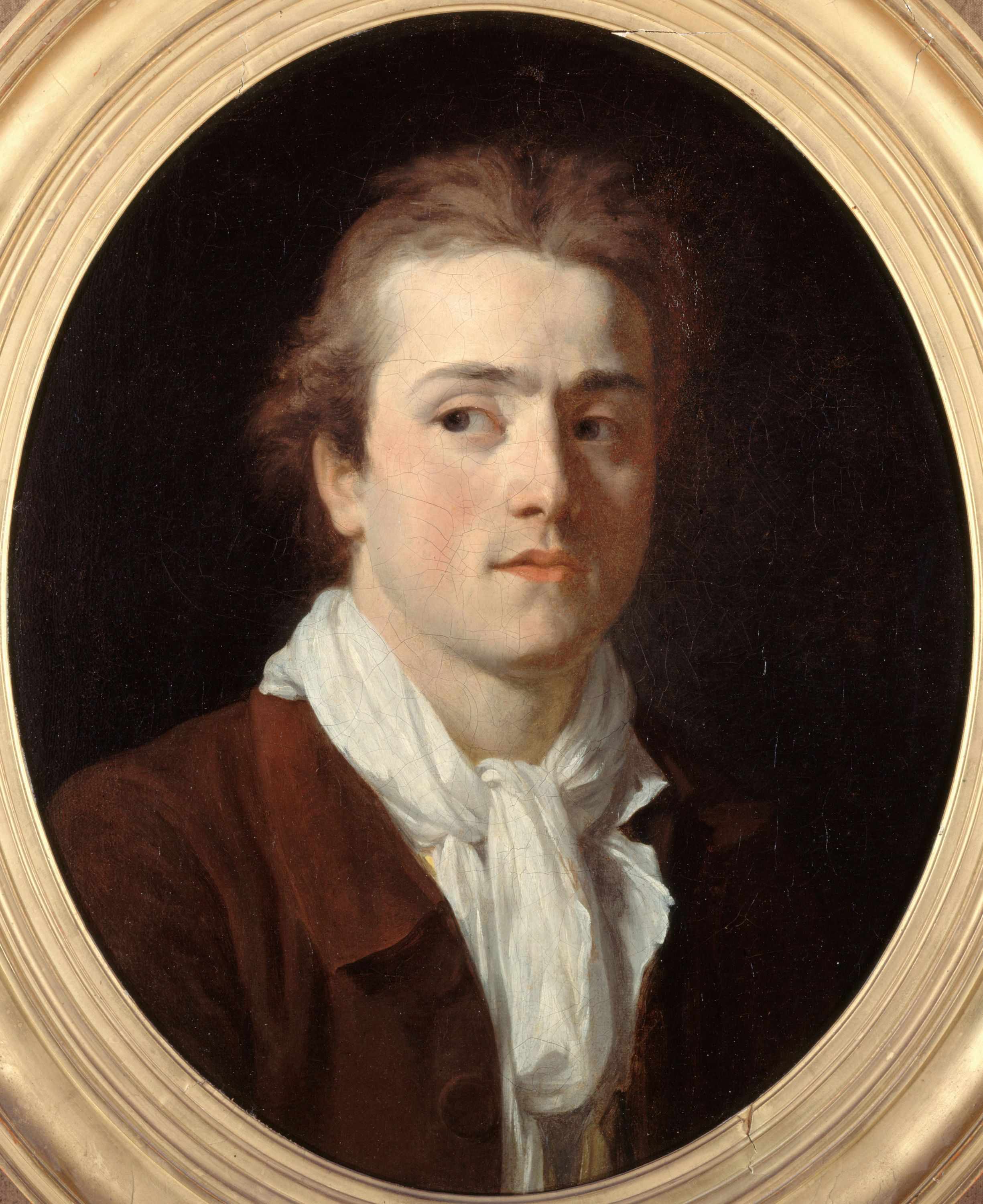
P.-G. Lemoine (Joseph-Benoît Suvée).
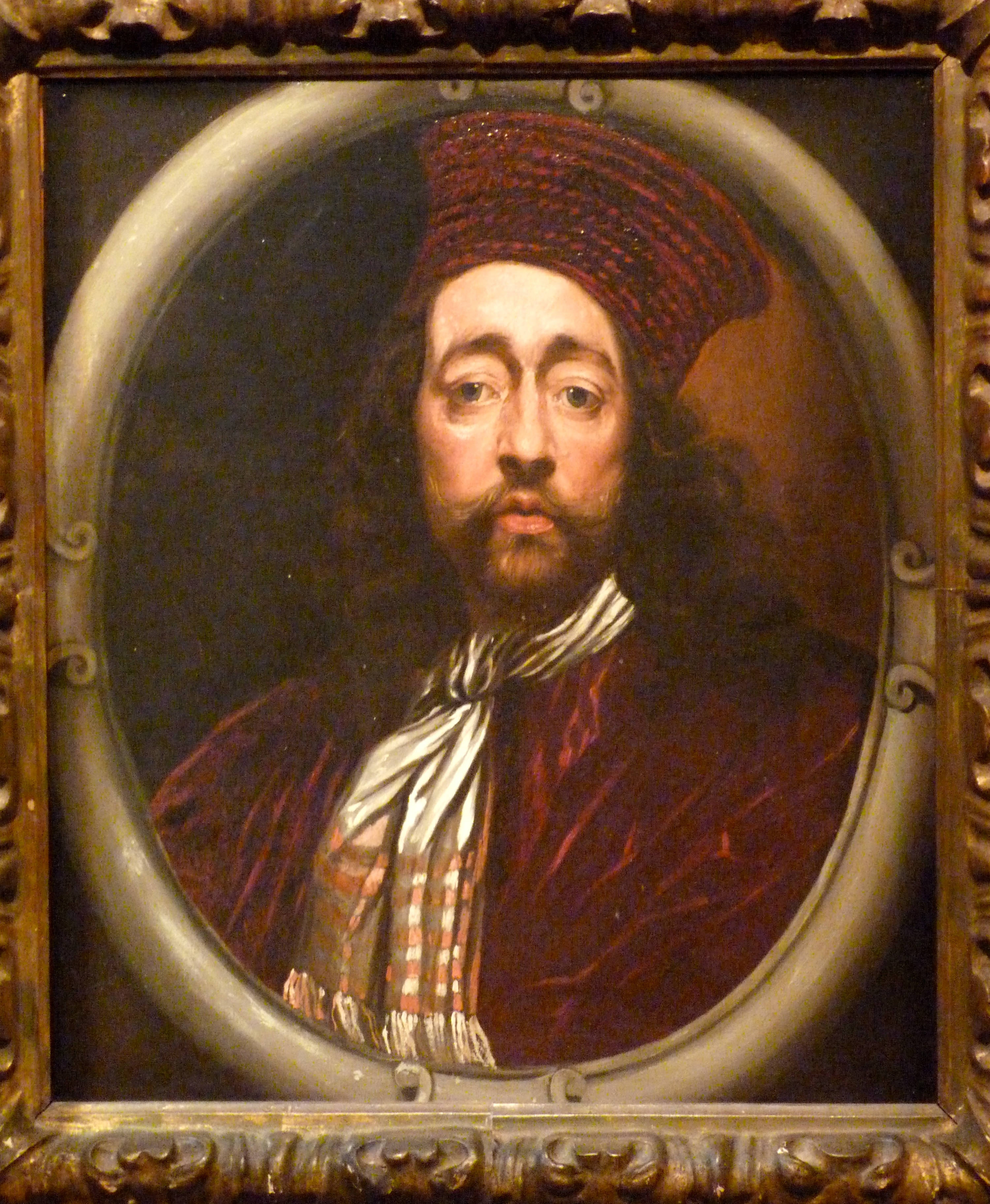
Autoportrait, (Isaac Fuller).
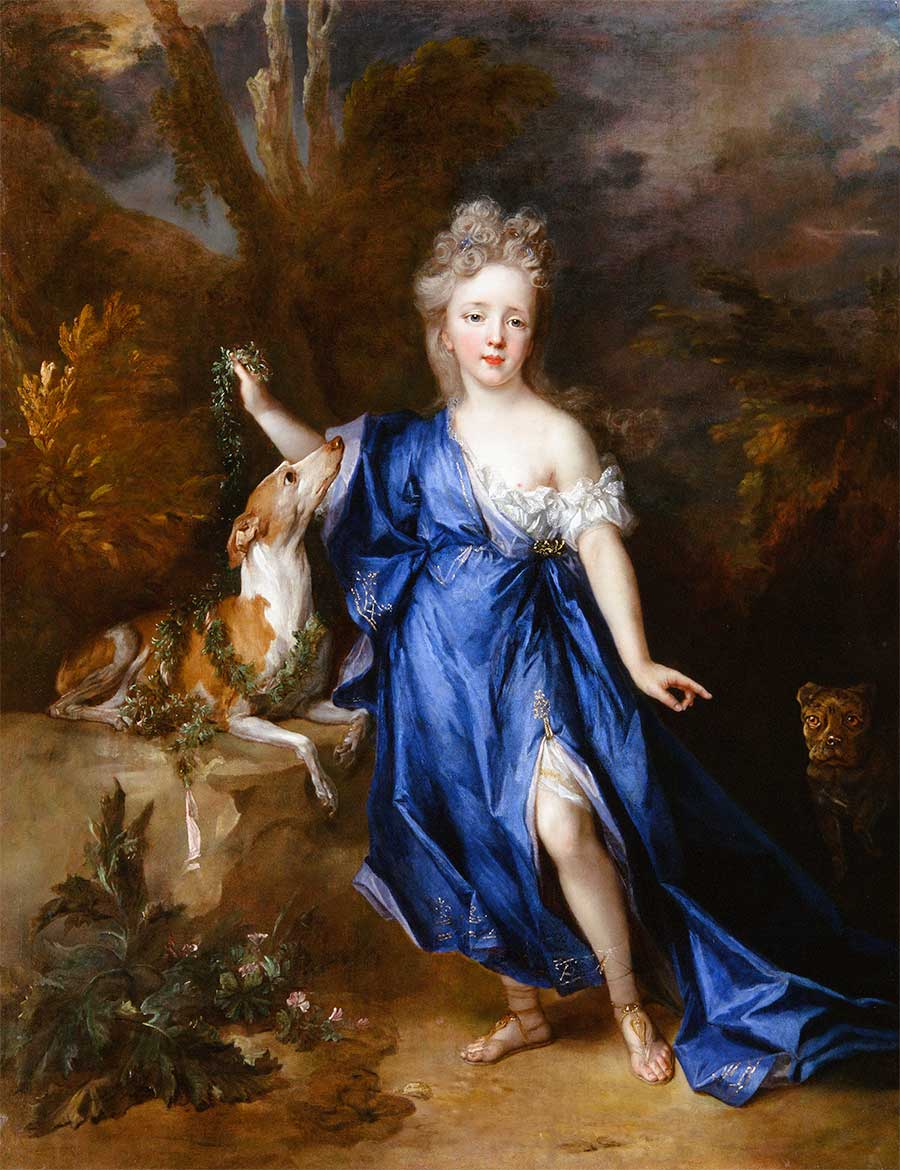
Portrait de Marie-Madeleine de La Fayette (Nicolas de Largillierre).
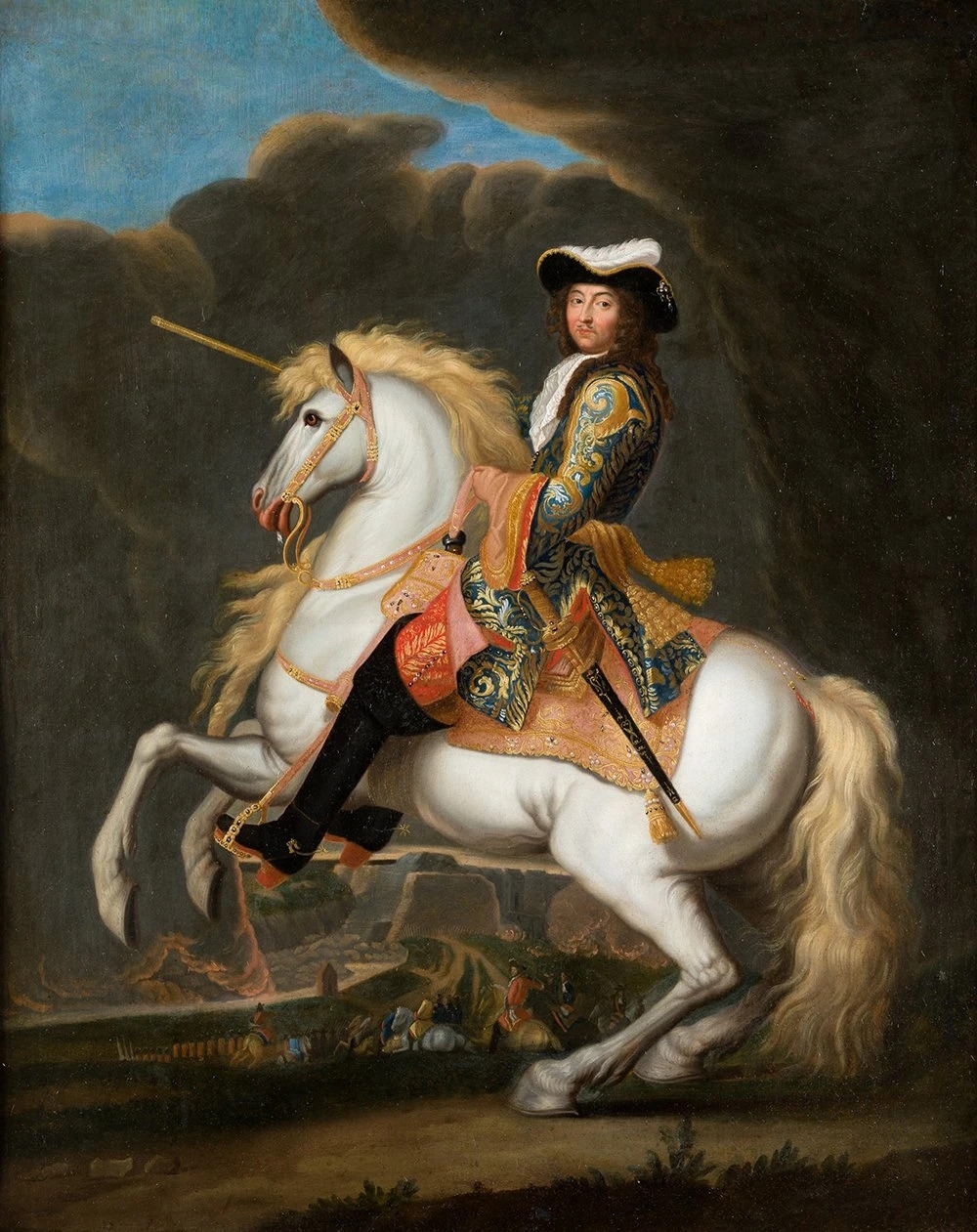
Portrait équestre de Louis XIV (René-Antoine Houasse).